# Steinbruch „Kohle IV“
Koordinaten: 51° 37′ 34″ N, 8° 30′ 41″ O
Das ehemalige Naturschutzgebiet Steinbruch „Kohle IV“ liegt auf dem Gebiet der Stadt Geseke im Kreis Soest in Nordrhein-Westfalen. Das Gebiet erstreckt sich am südlichen Rand der Kernstadt Geseke direkt an der östlich verlaufenden Landesstraße L 549. Nördlich verläuft die B 1, südöstlich erstreckt sich das 30,30 ha große Naturschutzgebiet Steinbrüche – Auf der Höhe.

## Bedeutung
Für Geseke war seit 1991 ein 9,91 ha großes Gebiet unter der Schlüsselnummer SO-036 als Naturschutzgebiet ausgewiesen. 2010 wurde der Schutzstatus aufgehoben.